# Humberto Martins
Humberto Martins, właśc. Humberto Martins Duarte (ur. 14 kwietnia 1961 w Nova Iguaçu w Rio de Janeiro) – brazylijski aktor telewizyjny i filmowy.

## Życiorys

### Wczesne lata
Urodził się w Nova Iguaçu w Rio de Janeiro jako najmłodsze z pięciorga dzieci.

### Kariera
Debiutował na szklanym ekranie jako dziennikarz w telenoweli Rede Manchete Carmem (1987) z Lucélią Santos. W następnym roku był hotelowym recepcjonistą w 109. odcinku telenoweli Rede Globo Za wszelką cenę (Vale Tudo, 1988). W telenoweli Rede Globo Seksowne aniołki (O Sexo dos Anjos, 1989) pojawił się jako Otávio. Jego pierwszą dużą rolą była postać João dos Santosa w telenoweli Rede Globo Wynajem brzucha (Barriga de Aluguel, 1990).
Brał udział w telenoweli Rede Globo Tajemnice piasków (Mulheres de Areia, 1993) jako kowboj Alaor. Był protagonistą jako Bruno w telenoweli Rede Globo Cztery koła (Quatro por Quatro, 1994-95). W telenoweli Rede Globo Rainha da Sucata (1990) wystąpił w roli biznesmena, maklera papierów wartościowych, który kupił większościowy pakiet akcji Marii do Carmo. W dramacie Tiradentes (1999) zagrał tytułową rolę Tiradentesa (Joaquim José da Silva Xavier).
W 2000 roku brał udział w dwóch nagich sesjach zdjęciowych do nieistniejącego magazynu Íntima. W telenoweli Droga do Indii (Caminho das Índias, 2009) wystąpił jako biznesmen bez skrupułów Ramiro Cadore.
W 2015 w widowisku Nowe Jeruzalem (Nova Jerusalém) grał Poncjusza Piłata.

### Życie prywatne
W latach 1989–1998 jego pierwszą żoną była Ana Lúcia Mansur, z którą ma córkę Tamires (ur. 1990) i syna Humberto Filho (ur. 15 maja 1997). 23 sierpnia 1999 poślubił prezenterkę telewizyjną Solange Frazão, lecz w 2001 doszło do rozwodu. Z nieformalnego związki z dziennikarką Andréą Abrahão, za córkę Nicolle Coutinho Martins Duarte (ur. 11 maja 2007 w Rio de Janeiro).

## Wybrana filmografia

### Filmy fabularne
- 1999: Tiradentes jako Tiradentes
- 2000: Nowe szaty króla (The Emperor’s New Groove) jako Pacha (głos)

## Seriale TV/telenowele
- 1987 – Carmem jako dziennikarz
- 1988 – Za wszelką cenę (Vale Tudo) jako recepcjonista
- 1989 – O Sexo dos Anjos jako Otávio
- 1990 – Rainha da Sucata jako Osvaldinho
- 1990 – Barriga de Aluguel jako João dos Santos
- 1992 – Tereza Batista jako Jereba
- 1992 – Pedra sobre Pedra jako Iago
- 1993 – Mulheres de Areia jako Alaor de Almeida Passos
- 1994 – A Madona de Cedro jako Maneco
- 1994-95 – Quatro por Quatro jako Bruno / Raí
- 1996 – Vira-Lata jako Lenin
- 1998 – Corpo Dourado jako Chico
- 1999 – Chiquinha Gonzaga jako Artur
- 2000 – Uga Uga jako Bernardo Baldochi
- 2001 – O Quinto dos Infernos jako Francisco Gomes, o Chalaça
- 2002 – Klon (O Clone) jako Aurélio Sobreiras
- 2003 – Kubanacan jako Generał Carlos Camacho
- 2005 – América jako Laerte Vila Nova
- 2006 – Sinhá Moça jako Feitor Bruno
- 2007 – Amazônia, de Galvez a Chico Mendes jako Augusto
- 2007 – Pé na Jaca jako Merlim
- 2008 – Beleza Pura jako Renato Reis
- 2009 – Droga do Indii (Caminho das Índias) jako Ramiro Cadore
- 2010 – Escrito nas Estrelas jako Dr Ricardo Aguillar / Pedro Cassiano Aguillar
- 2011 – Lara com Z jako Leandro Morais
- 2011 – O Astro jako Ernesto „Neco” Ramirez de Oliveira
- 2012 – Gabriela jako Nacib Achcar Saad
- 2014 – Em Família jako Virgílio Machado
- 2015 – Totalmente Demais jako Germano